# Lijst van musea in Gent
Dit is een lijst van musea in Gent.
- Archeologisch museum (Gent)
- Amsab-Instituut voor Sociale Geschiedenis
- Belfort van Gent
- Belgisch Museum voor Radiologie
- Bijloke Museum
- De School van Toen
- De Wereld van Kina (voorheen: Schoolmuseum Michel Thiery)
- Design Museum Gent (voorheen: Museum voor Sierkunst)
- Etnografische Verzamelingen van de Universiteit Gent
- Gents Universiteitsmuseum (GUM)
- Gravensteen
- Huis van Alijn (voorheen: Museum voor Folklore)
- Industriemuseum
- Kunsthal Gent
- Kunsthal Sint-Pietersabdij
- Museum Arnold Vander Haeghen
- Museum Dr. Guislain
- Museum van de Zusters van Liefde van Jezus en Maria
- Museum van Hedendaagse Kunst (voorloper van het SMAK)
- Museum van het Groot Begijnhof Sint-Elisabeth
- Museum van het Kapitalisme
- Museum voor Dierkunde
- Museum voor de Geschiedenis van de Geneeskunde
- Museum voor de Geschiedenis van de Wetenschappen
- Museum voor Gerechtsvoorwerpen (Gravensteen)
- Museum voor Schone Kunsten (MSK)
- Museum voor Stenen Voorwerpen (Sint-Baafsabdij)
- Oudheidkundig Museum
- Plantentuin Universiteit Gent
- Sint-Baafskathedraal
- Stadsmuseum Gent (STAM)
- Stedelijk Museum voor Actuele Kunst (SMAK)